# Villa Luzzara
Villa Luzzara è uno storico edificio di Canicossa, frazione di Marcaria, in provincia di Mantova.

## Storia e descrizione
La villa venne edificata in stile barocco nella seconda metà XVII secolo e fu la residenza dei marchesi Luzzara. L'edificio è composto dalla facciata lineare,  articolato alle estremità in due torrette. La facciata posteriore, rivolta sul giardino, è caratterizzata da una scalinata e da un porticato sovrastato da una terrazza. 
Con l'estinzione della famiglia Luzzara, passò in proprietà alla famiglia Viterbi. Fu anche proprietà del senatore Giuseppe Finzi (1815-1886), importante figura del Risorgimento mantovano.